# Ljuben Nikolov
Ljuben Georgiev Nikolov (in russo Любен Георгиев Николов?; Sofia, 8 settembre 1985) è un allenatore di calcio ed ex calciatore bulgaro, di ruolo difensore.

## Carriera

### Club
Ha giocato nella massima serie dei campionati bulgaro, bielorusso, thailandese e malese.